# George Meade
Pour les articles homonymes, voir Meade.
George Gordon Meade (31 décembre 1815 – 6 novembre 1872) est un général américain de l'Union pendant la guerre de sécession.
Il connut des défaites au début de la guerre civile à Manassas, Fredericksburg et Chancellorsville. Néanmoins, il est connu pour avoir été vainqueur à la tête des troupes de l'Union lors de la célèbre bataille de Gettysburg qui fut un tournant dans la guerre de Sécession. À la suite de cette victoire, il fut promu chef de l'Armée du Potomac (principale armée de l'Union) et participa à la campagne victorieuse de la Wilderness au côté d'Ulysses Grant, au siège de Petersburg et enfin à la campagne d'Appomattox. Néanmoins, il ne fut pas présent lors de la reddition de Lee.

## Avant la guerre
Il naît de parents américains à Cadix, en Espagne. Il étudie à West Point dont il sort diplômé en 1835. Il sert un an dans l'artillerie avant de démissionner pour devenir ingénieur civil. Par la suite, ayant des difficultés pour trouver un emploi approprié dans son domaine, il rejoint l'armée en 1842 et combat lors des guerres Séminoles et de la guerre américano-mexicaine.
Il sert comme capitaine des ingénieurs topographiques, un grade qu'il conserve jusqu'en 1856, et est responsable de relevés topographiques sur les Grands Lacs quand la guerre de Sécession débute en 1861.

## Guerre de Sécession

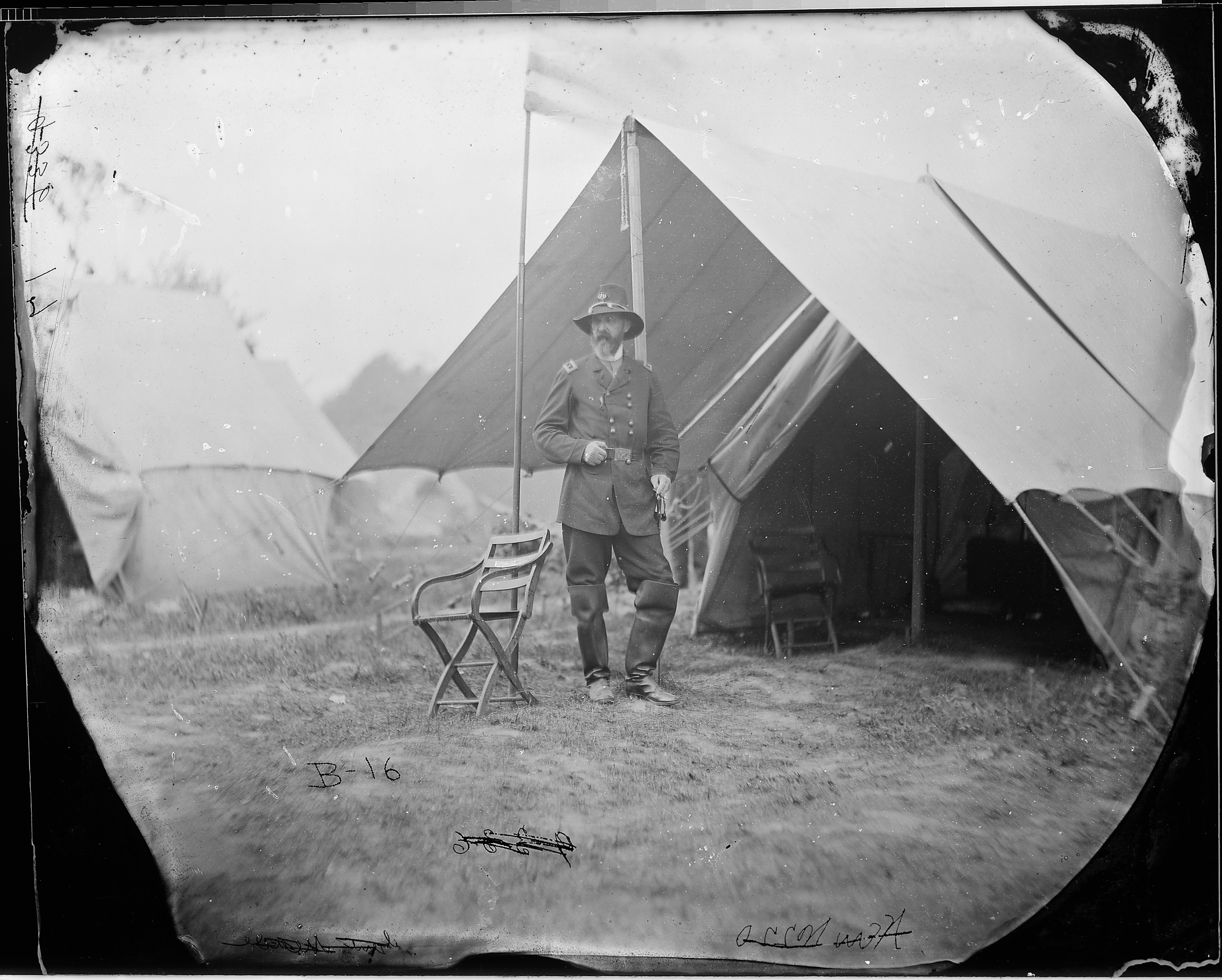
Le major-général George G. Meade pendant la guerre de sécession.

### Début de la guerre civile
Il est promu brigadier général pendant le premier été de la guerre et sert avec la division des réserves de Pennsylvanie. Après avoir dirigé l'entraînement de ses troupes à proximité de Washington et au nord de la Virginie, il part avec sa division rejoindre l'armée du Potomac dans la péninsule. Il participe aux combats de Beaver Dam Creek et à Gaines's Mill et est blessé à Glendale.
Meade, guéri, rejoint sa brigade pour participer à la défaite fédérale de la seconde bataille de Bull Run, puis commande une division pendant la campagne du Maryland à South Mountain et à Antietam. Là, il succède, comme commandant du Ie corps de l'Armée du Potomac, à Joseph Hooker blessé.
À Fredericksburg, sa division brise la droite des lignes confédérées, mais est arrêtée et doit finalement reculer quand les troupes de renfort n'arrivent pas à temps pour soutenir le succès initial.
À Chancellorsville, il mène bien son corps d'armée, mais il est retenu en arrière par l'indécision de Hooker qui ne parvient pas à profiter de l'affaiblissement des sudistes entraîné par la perte de leur général, Stonewall Jackson blessé et qui meurt peu de temps après d'une pneumonie. La bataille fut donc une nouvelle défaite de l'Union.
Il commanda par la suite le Ve corps de l'armée du Potomac pendant quatre mois jusqu'au 28 juin 1863 avant sa nomination au commandement de cette dernière juste avant la bataille de Gettysburg.

### Bataille de Gettysburg

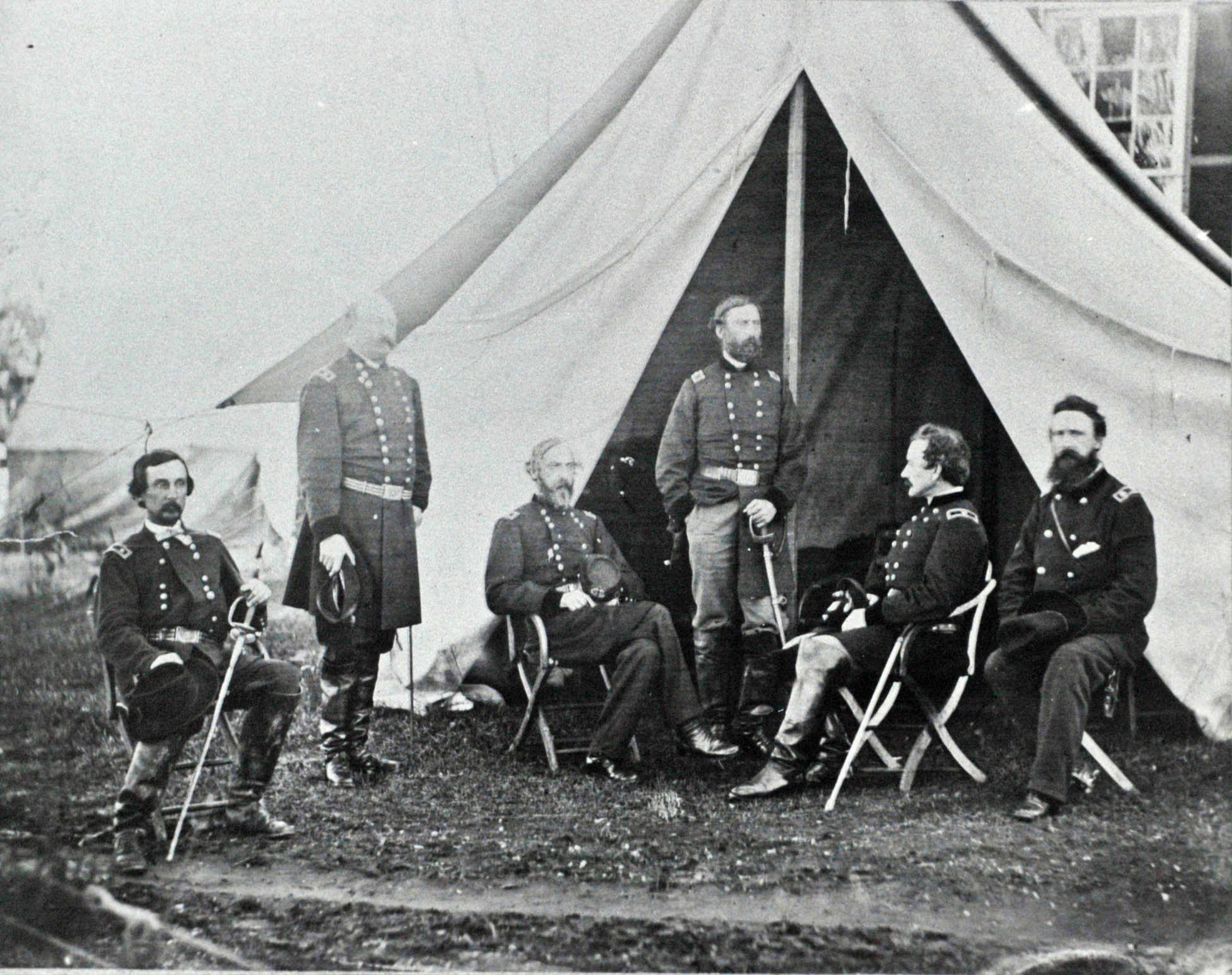
Le général George Meade (assis au centre) et ses officiers de l'Armée du Potomac à Gettysburg en 1863.

Après que le général en chef des armées de la Confédération Lee a lancé son invasion de la Pennsylvanie, Meade est choisi pour succéder à Joe Hooker au commandement de l'armée qui va avoir la mission d'arrêter cette dangereuse offensive sudiste qui vise à prendre Washington. Il prend son commandement trois jours avant la bataille de Gettysburg après que le major général John Fulton Reynolds a décliné le poste.
Il pense au début à défendre une position derrière Pipe Creek, mais accepte la recommandation de Winfield Scott Hancock de concentrer plutôt l'armée devant Gettysburg. Cela à la suite de l'initiative du général de cavalerie John Buford qui, le premier, découvre, lors d'une reconnaissance, l'offensive des confédérés vers Gettysburg et Pittsburg et, malgré ses forces inférieures en nombre, parvient à stopper l'avant-garde sudiste avec ses cavaliers équipés de carabines à répétition. Il peut ainsi choisir une ligne de défense favorable avec l'aide de quelques canons du général Reynolds (tué par un des premiers snipers équipé d'un fusil à lunette).
Ce coup d'arrêt à l'offensive du Sud, Meade va savoir en tirer parti. En effet, il peut installer le centre fédéral sur cette position qui domine une plaine que les troupes de Lee vont devoir franchir pour attaquer. Dès lors, Meade peut manœuvrer par une tactique classique, dite en lignes intérieures, qui lui permet, à l'abri d'un front bien retranché, de pouvoir concentrer rapidement ses forces, tour à tour sur les différents points menacés et, ainsi, de repousser chacune des attaques de l'armée confédérée sans diviser son armée.
Son adversaire, le général Lee, doit, au contraire, tenter des manœuvres qui l'amènent à diviser ses forces par des poussées contre les flancs de l'armée fédérale dans l'espoir de diviser celle-ci qui forme un véritable camp retranché. Mais il échoue, notamment à Little Round Top défendue dans un site rocheux et boisé par les soldats du Maine commandés par le colonel (professeur de philosophie dans le civil) Joshua Chamberlain. Comprenant qu'il ne peut pas déborder les fédéraux, Lee (qui a été professeur de stratégie à l'école militaire de West Point) décide de tenter le tout pour le tout en attaquant au centre.
C'est le tournant de la bataille. Lee, croyant l'adversaire affaibli par les combats des jours précédents, déchaîne ses 130 canons sur le centre fédéral en une puissante préparation d'artillerie réputée avoir été la pire de toute la guerre civile. Mais Meade, qui s'attend à une attaque sur son centre, retire la plus grande partie de son artillerie en dissimulant ce mouvement derrière le nuage de fumée provoqué par la poudre noire des tirs ennemis (un explosif encore utilisé à l'époque). Quelques pièces seulement sont sacrifiées avec leurs servants pour assurer une riposte de plus en plus faible afin de donner l'illusion d'une destruction progressive de l'artillerie fédérale. Cette ruse convainc Lee que le moment est venu de lancer la division du général George Pickett de Virginie à travers la plaine.
C'est alors le tour des troupes confédérées d'être frappées par les canons fédéraux remis en batterie. Fauchés par la canonnade, puis par des fusillades par salves, 10 000 Virginiens, en ordre impeccable, formés sur plusieurs rangs sous les ordres de généraux et de colonels marchant en tête, sabre au clair, chargent héroïquement au pas, puis à la course, parvenant à enfoncer partiellement le centre fédéral en de violents combats au corps à corps avant de s'effondrer, ayant perdu plus de la moitié de leur effectif, ainsi que de nombreux officiers. La charge de Pickett est brisée, scellant le sort de la bataille.
Le général fédéral, sagement, ne fait pas sortir ses troupes pour poursuivre les rescapés en retraite, évitant ainsi de risquer ses hommes dans un assaut à découvert semblable à celui que son armée vient de briser. En même temps, le général sudiste décide la retraite car il sait ne pouvoir compter sur des renforts importants, la Confédération étant de plus en plus affaiblie sur le plan humain et économique après deux ans de guerre.
Ainsi, Meade réussit à gagner la bataille qui est considérée comme un tournant de la guerre, un succès qui lui valut les remerciements du Congrès. Mais il n'ose pas poursuivre l'armée de Lee en retraite, manquant d'effectifs, notamment du fait de l'absence de la cavalerie du général Buford. Celui-ci, qui a su arrêter les avant-gardes du Sud et déterminer le choix décisif du champ de bataille, a été retiré du front pour s'en aller protéger les lignes de communication fédérales. C'est cette absence qui explique que l'armée confédérée peut retraiter sans être poursuivie, ce qui la sauve et prolonge probablement la guerre.

### Fin de la guerre civile

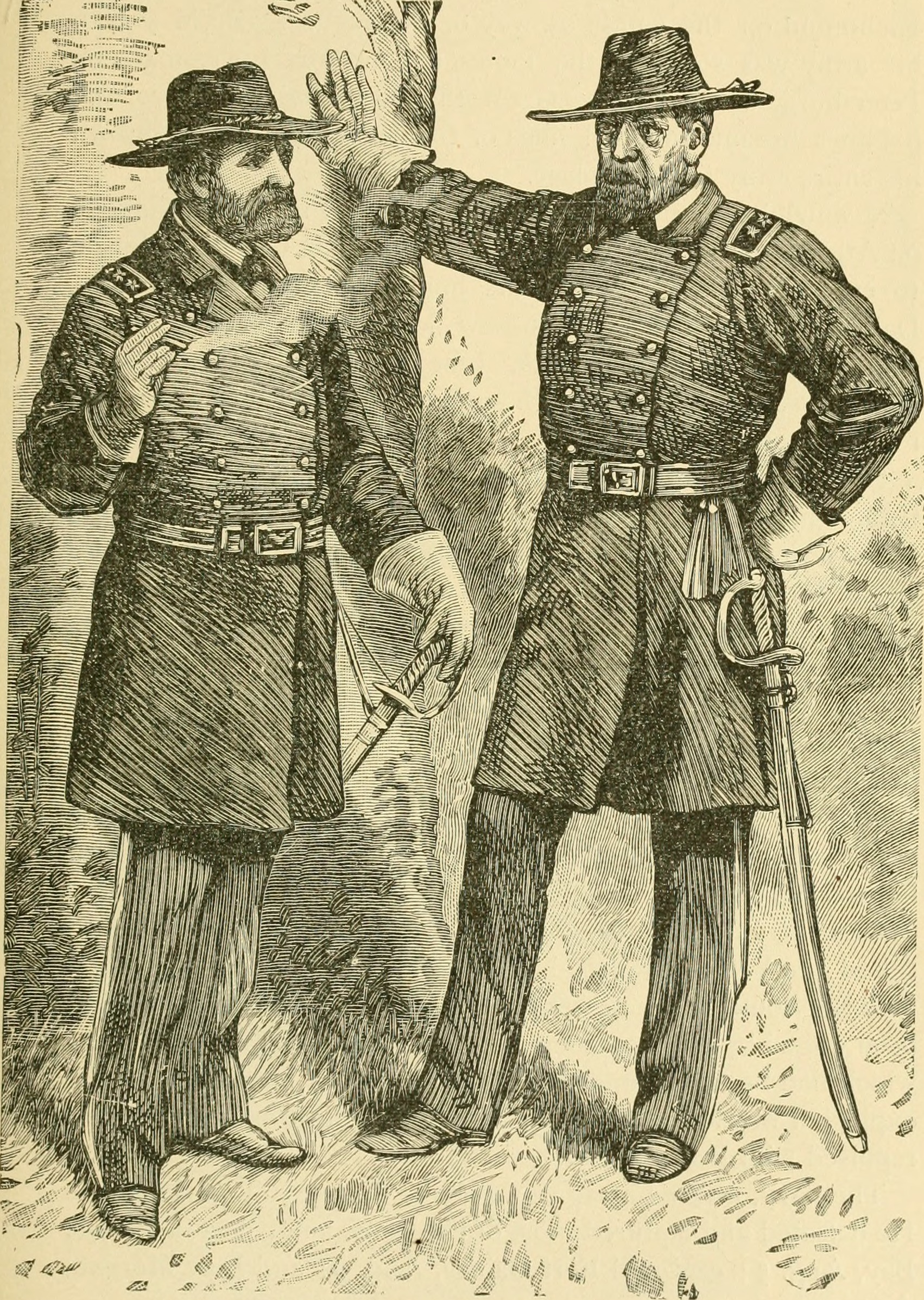
Le général Ulysses Grant (à gauche) et le général George Meade (à droite) discutant pendant la bataille de la Wilderness en 1864.

En 1864-65, Meade continue de commander l'armée du Potomac lors de l'Overland Campaign (littéralement la campagne terrestre aussi connue sous le nom de campagne de Wilderness), la campagne de Richmond-Petersburg et la campagne d'Appomattox, mais il est alors dans l'ombre du nouveau général en chef de l'Union, le lieutenant-général Ulysses Grant qui va conclure victorieusement la guerre civile lors de la reddition, à Appomattox, du général Lee.

#### Overland Campaign
Après avoir assisté Grant à l'Overland Campaign, il participe au siège de Petersburg. Lors de ce siège, Grant et Meade décidèrent de changer les troupes qui doivent être employées lors de ce qui devient connu comme la bataille du Cratère. Initialement, le général Burnside devait utiliser des troupes de couleur pour mener l'assaut suivant l'explosion de la mine. Cependant, craignant qu'en cas d'échec, ils soient critiqués pour avoir « sacrifié » des troupes noires, Meade et Grant les remplacent par des troupes blanches qui n'ont pas été entraînées pour ce type de combat, contrairement aux troupes de couleur. Cette décision se solde par l'un des fiascos les plus retentissants avec 3 798 hommes tués, blessés, capturés ou disparus.

#### Campagne d'Appomattox

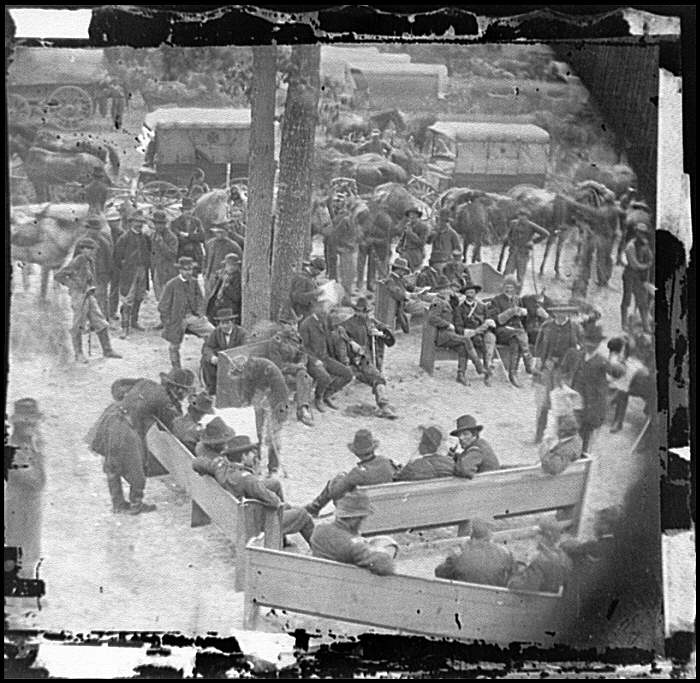
A gauche, le lieutenant-général Ulysses S. Grant expliquant ses plans à au major-général George G. Meade pendant la campagne de la Wilderness en 1864.

Meade participe ensuite à la campagne d'Appomattox en 1865 mais prend du retard sur l'armée de Grant puisqu'il est tombé malade toute la semaine. Ses soldats le voyant à la sortie de son ambulance lancèrent diverses commentaires tels que « C'est Meade. » « Oui, c'est lui. » « Est-il malade ? » « Je pense qu'il l'est ; il a l'air plus sauvage[pas clair] ! » « Je suppose que le vieil homme n'a pas beaucoup dormi ces derniers temps. » Lorsque le général confédéré Lee lui demanda une suspension des hostilités, il répliqua d'une voix dure et méfiante :

« Hé ! Quoi ! Je n'ai aucune sorte d'autorité pour accorder une telle suspension. Le général Lee a déjà refusé les conditions du général Grant. Avancez vos tirailleurs, Humphreys, et faites venir vos troupes. Nous allons y plonger tout de suite ! »

Il n'est pas présent lors de la reddition de l'Armée de Virginie du Nord le 9 avril. À 17 h, Meade apprit la reddition de Lee et les soldats se mirent tous à hurler et à acclamer Grant.
Pour l'anecdote, lorsque Meade tomba sur le général Lee plus tard dans la journée, il l'interpella mais Lee ne reconnut pas son adversaire de Gettysburg. Au bout bout de quelques secondes, Lee le reconnut et lui dit :

« Ah, Meade, c'est vous. Mais que faites-vous dont avec tout ce gris dans votre barbe ? »

À ceci, Meade lui répondit :

« Vous devez en répondre pour la plupart, Lee ! »

## Après la guerre

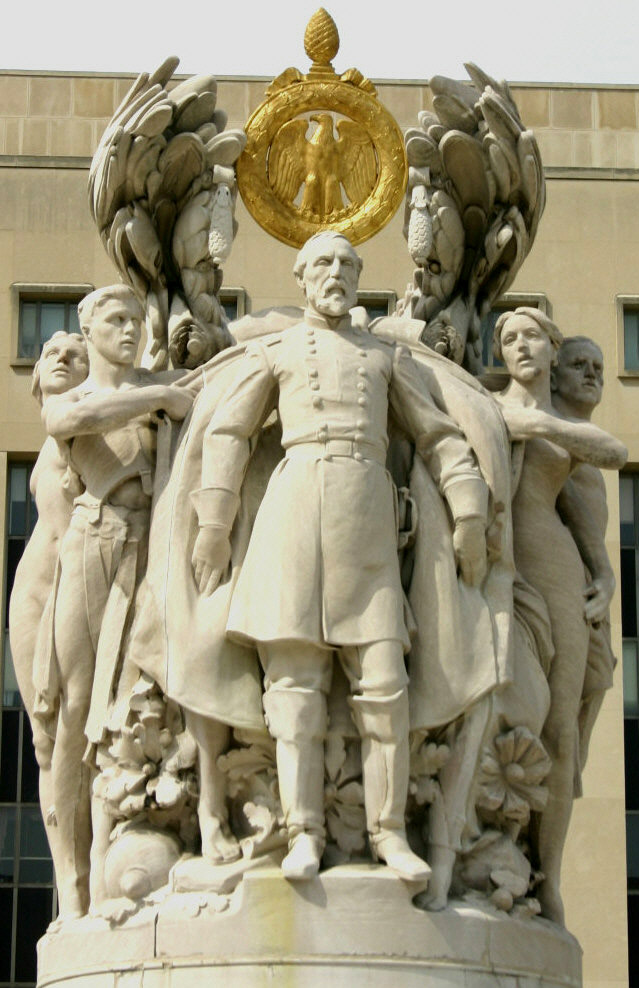
Mémorial du général George Gordon Meade à Washington

Après la guerre, le général Meade est commissaire du Fairmount Park en Pennsylvanie de 1866 jusqu'à sa mort. Il occupe aussi différents commandements militaires, dont la division militaire de l'Atlantique, le département de l'est et le département du sud. Il remplace le major général John Pope comme gouverneur de la Reconstruction du troisième district militaire d'Atlanta en janvier 1868. Dans son district, le Ku Klux Klan procède impunément aux assassinats de dizaines de Noirs et d'un médecin blanc ; sollicité par le gouverneur pour mettre un terme à ces agissements, Meade refuse d'envoyer la troupe.
Il reçoit un doctorat honoris causa de l'université Harvard et ses réalisations scientifiques sont reconnues par diverses institutions, dont la société philosophique américaine et l'académie des sciences naturelles de Philadelphie.
Il meurt à Philadelphie de complications d'anciennes blessures combinées à une pneumonie et est enterré au cimetière de Laurel Hill.
Plusieurs statues sont érigées en son honneur en Pennsylvanie dont l'une au Gettysburg National Military Park. Le Fort Meade au Maryland est nommé en son honneur ainsi que les comtés de Meade au Kansas et au Dakota du Sud. Le mémorial Smith, à la jonction de South Concourse Drive et Lansdowne Drive à Philadelphie, comprend une statue à son effigie réalisée par Daniel Chester French (au sommet de la colonne sud).